# Edlesberger-Teichhäuser
Edlesberger-Teichhäuser ist eine Siedlung in der Marktgemeinde Martinsberg im Bezirk Zwettl in Niederösterreich.

## Geschichte
Die Siedlung entstand aus den seit den 1960er Jahren entstandenen Wochenendhäusern am Südufer des Edlesberger Teichs, seit 1998 ist sie offizieller Teil der Marktgemeinde Martinsberg.